# L'Homme de douleurs (Geertgen tot Sint Jans)
L'Homme de douleurs est une peinture à l'huile sur panneau de bois primitive flamande, datant de v. 1485-1495 et attribuée au peintre néerlandais Geertgen tot Sint Jans. Elle fait partie de la tradition iconographique de l'Homme de douleurs : une représentation du Christ, après sa Crucifixion, nu au-dessus de la taille, debout dans son tombeau, portant les blessures de sa Passion. Le tableau, à la mise en scène inhabituellement complexe, représente l'humiliation de Jésus et le deuil de sa mère.  L'œuvre est à la fois iconographiquement complexe et profondément pathétique. Le Christ souffre manifestement et regarde le spectateur tandis que des anges pleurants portent les Arma Christi (les instruments ayant servi à sa Passion). Les saints présents comprennent Marie et Madeleine.
L'Homme de douleurs a été décrit comme « l'un des plus émouvants exemples de primitif flamand », et est généralement considéré comme une œuvre très émouvante et douloureuse, en particulier dans sa description de l'expression pitoyable, presque vaincue et du visage sanglant du Christ. On ne sait rien du panneau de droite perdu ; il peut avoir porté une autre scène religieuse ou un portrait de donateur. L'œuvre est exposée au Musée du couvent Sainte-Catherine, à Utrecht.

## Thème

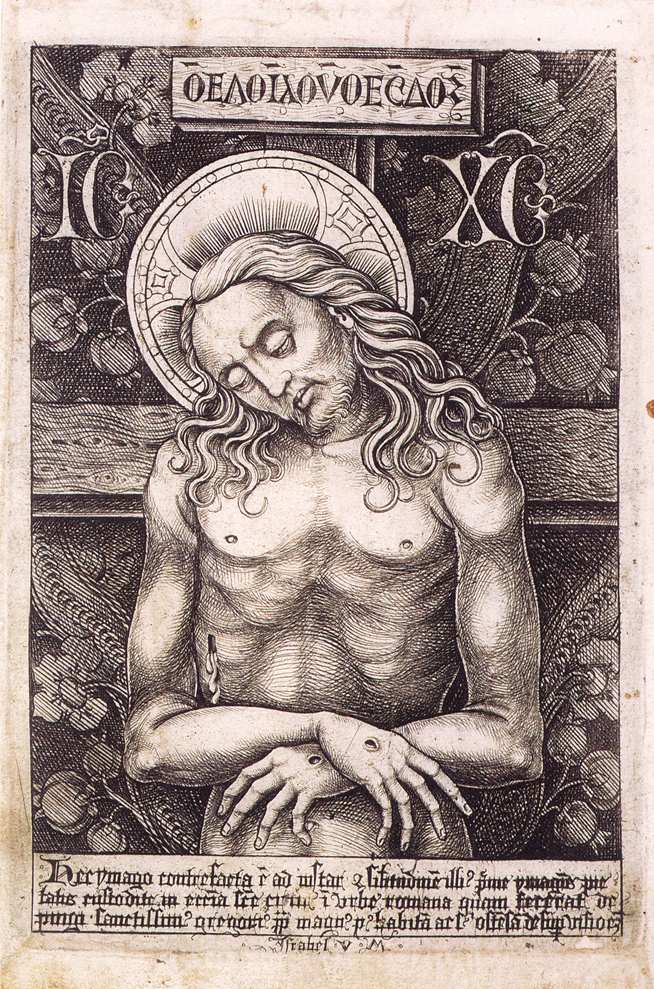
Israhel van Meckenem le Jeune, Icône de Vera, gravure,, Musées d'État de Berlin.

Le panneau s'inscrit dans la tradition de « l' Homme de douleurs », un thème d'images de dévotion qui se développe en Europe à partir du XIIIe siècle, et est particulièrement populaire en Europe du Nord. L'expression fait référence à un passage du Livre d'Isaïe dans la Bible, les Cantiques du Serviteur :

« Méprisé et abandonné des hommes,
homme de douleur et habitué à la souffrance,
semblable à celui dont on détourne le visage,
nous l’avons dédaigné, nous n’avons fait de lui aucun cas.
Cependant, ce sont nos souffrances qu’il a portées,
c’est de nos douleurs qu’il s’est chargé ;
et nous l’avons considéré comme puni,
frappé de Dieu, et humilié.
Mais il était blessé pour nos péchés,
brisé pour nos iniquités ;
le châtiment qui nous donne la paix est tombé sur lui,
et c’est par ses meurtrissures que nous sommes guéris.
Nous étions tous errants comme des brebis,
chacun suivait sa propre voie ;
et l’Éternel a fait retomber sur lui l’iniquité de nous tous. »

— Ésaïe 53,3-6

Dans de telles œuvres, le spectateur est invité à se tenir devant le corps blessé et mutilé, à moitié nu du Christ, à le contempler, et à assumer la responsabilité de ses souffrances.  La représentation de Geertgen diffère des représentations iconographiques habituelles en ce que la tête du Christ est levée et qu'il regarde directement le spectateur.

## Description

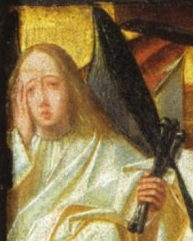
Détail : ange pleurant

Le Christ se tient dans sa tombe, un sarcophage en pierre. Son corps tout entier est lacéré et déformé par les blessures subies lors de sa flagellation.  Pourtant, il n'est pas clairement mort, comme dans les représentations plus anciennes. Ses yeux fixent directement le spectateur, dispositif identifié par l'historien de l'art Erwin Panofsky comme faisant référence au texte biblique « Voici ce que j'ai souffert pour vous ; qu'avez-vous souffert pour moi ».  L'historien de l'art Aloïs Riegl a interprété le geste comme évoquant une unité extérieure où le regard du Christ ne fait plus qu'un avec le monde du spectateur. Pour Wouter Slob, l'expression du Christ « confronte le spectateur contemporain aux conséquences de son péché ; le sang, éclaboussant du panneau, coule à cause de sa culpabilité ». Malgré l'apparente agonie du Christ, sa pose animée, mi-debout, mi-agenouillée dans son sarcophage semble faire référence à sa résurrection. Il peut aussi descendre dans sa tombe ou dans la nôtre. 
À sa gauche, Marie Madeleine s'agenouille en prière. Ses bras reposent sur le sarcophage, ses yeux sont baissés, son expression plaintive est un cas d'école de représentation du chagrin. Au pied de la croix, la mère de Jésus, Marie, se lamente les bras croisés, alors que de grosses larmes coulent sur son visage. Elle est soutenue par Jean l'Évangéliste dont seuls la tête et les mains sont visibles, essuyant ses larmes du revers de la main. Les anges vêtus de robes blanches, les yeux gonflés de larmes, portent le reste des Arma Christi, y compris la Sainte Lance, la Sainte Éponge et les trois clous de la croix.

## Iconographie

### Pleurs

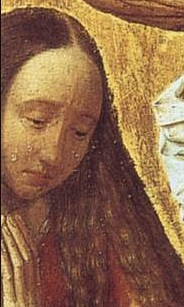
Détail : Marie Madeleine.

Un certain nombre de saints et d'anges pleurent ouvertement, imprégnant la Passion d'une émotion très humaine. L'utilisation des larmes reflète probablement la tendance de Geertgen à l'émotivité, mais peut aussi avoir pour but d'invoquer la contrition, poussant le spectateur à considérer les souffrances du Christ d'un point de vue individuel et à réfléchir sur sa propre culpabilité. La théologie de l'Église de l'époque encourage la compassion aux souffrances du Christ, tout en soulignant que l'humanité était la source de ses tourments. Selon l'historien de l'art John Decker, « les sermons et les textes de dévotion médiévaux encourageaient les fidèles à étudier le corps brisé du Christ, à dénombrer ses blessures et à garder toujours à l'esprit que les divers péchés de l'humanité causaient chaque blessure ». La scène permet aux spectateurs « d'interagir avec empathie avec l'histoire sacrée », et encourage la contrition et la pénitence ; une approche reflétée dans les œuvres du peintre Rogier van der Weyden, plus tard adoptée par Geertgen.

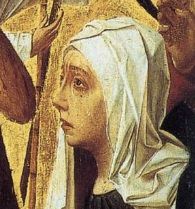
Détail : Marie, mère de Jésus, avec une larme sur la joue.

L'utilisation des larmes pour montrer le chagrin est probablement inspirée de Rogier : fasciné par les larmes, celui-ci a raffiné une technique subtile pour la représentation des pleurs,  comme on peut le voir en particulier sa Descente de Croix. Une grosse larme coule sur la joue de Marie, que Moshe Barasch décrit comme « peinte avec des ombres subtiles pour lui donner une substance matérielle, avec des reflets et un éclairage pour la rendre transparente et brillante », et compare son rendu à celui de bijoux ou du verre.
Dans certains cas, les larmes sont impliquées par un geste de la main plutôt que réellement montrées. Cette technique est à nouveau empruntée à la Descente de Rogier ; mais elle provient du Triptyque de la Mise au tombeau de Robert Campin, où un personnage évoque les pleurs en s'essuyant le visage du revers de la main.

### Crucifixion

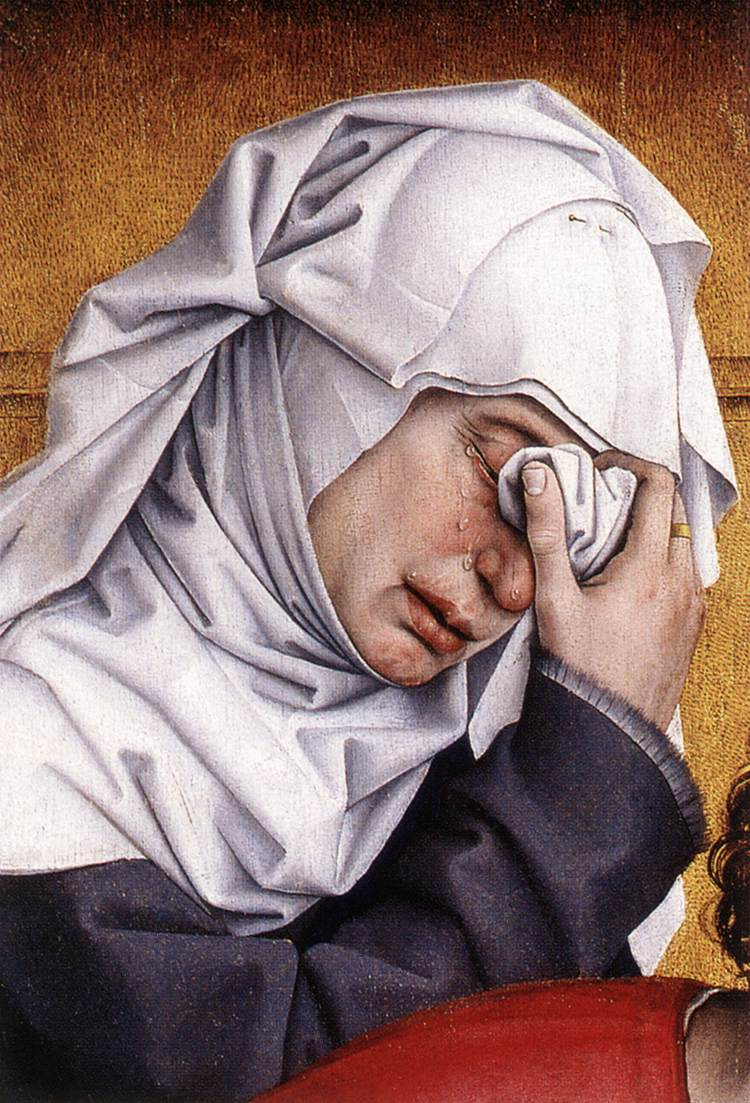
Détail : La Descente de croix, Rogier van der Weyden. Ici, van der Weyden dépeint les larmes et les yeux partiellement visibles de Marie de Cléophas.

Le panneau montre le corps torturé du Christ à l'endroit de sa mort sur le Golgotha, portant toujours sa croix, ses genoux fléchissant sous son poids. La peinture contient de nombreux symboles de sa Passion. Il porte la couronne d'épines ; ses pointes répandent du sang sur son visage. Ses bras sont fortement lacérés par ce qui semble être des marques de fouet, et il lève faiblement la main droite pour montrer la blessure profonde à son côté, où, selon les Écritures, il a été percé d'une lance après sa mort sur la croix. Panofsky rattache la peinture à la tradition des images de dévotion (Andachtsbild) de l'« Homme de douleurs », notant en particulier l'accent mis sur l'aspect sacrificiel de la Passion et la représentation stoïque mais émotive de la souffrance physique.
À certains égards, le travail n'est pas sophistiqué ; il est composé principalement de formes géométriques simples, et il y a peu de différences entre les visages féminins ovales et idéalises. Les vêtements des personnages ne sont pas particulièrement détaillés, leur volume et leur texture ne sont suggérés que par les plis épais. Cependant, le tableau fait preuve d'une composition complexe et innovante, avec de nombreux éléments présentés sous des angles obliques. Il est très bien cadré : pour son époque, couper Madeleine et l'Évangéliste et les laisser en partie hors du cadre est audacieux.

## Attribution

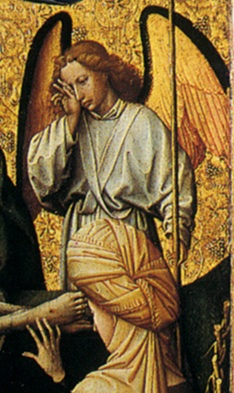
Robert Campin, Triptyque de la Mise au tombeau, v. 1410-15, Institut Courtauld, Londres.

L'œuvre est attribuée à Geertgen tot Sint Jans principalement sur la base de ses formes géométriques typiquement simplifiées, et la similitude avec sa Lamentation du Christ ; une peinture dans laquelle les visages et les expressions de Marie et de Jean présentent une similitude frappante avec cette œuvre. L'attribution a été acceptée à la fois par Friedländer et Panofsky. Panofsky était particulièrement enthousiasmé par le panneau, mais Friedländer ne le tenait pas en haute estime. Il a fait l'éloge de la représentation de la Vierge, en particulier de son visage et de ses mains, et a décrit la représentation de Madeleine comme « réaliste, avec des ombres soigneusement observées » et « parmi les meilleurs travaux des maîtres ». Cependant, il trouve que la figure du Christ est traditionnelle et écrit que « l'absence d'élaboration spatiale d'ensemble est d'autant plus décevante ». Dans l'ensemble, l'image, pensait-il, manquait de profondeur de champ et d'équilibre de composition.
Panofsky, bien qu'il admirait généralement l'analyse de Friedländer, était fortement en désaccord, et dans un traité de 1927 sur les représentations néerlandaises de l'Homme de douleur écrivait : « Cependant, toutes les lignes de composition, apparemment aléatoires, conduisent avec une force irrésistible au visage du Sauveur, qui, sorti de l'image, focalise sur nous son grand œil de larmes, la somme de toutes les peines dont il souffre ; et tout le deuil qui est subi pour lui semble maintenant nous assaillir ».

## Provenance
On ne sait rien des commanditaires ou des premiers propriétaires du tableau.  Compte tenu des restes de charnières sur son cadre, l'œuvre formait probablement le côté gauche d'un diptyque dont le panneau opposé est aujourd'hui perdu. Il a éventuellement été séparé au cours du XVIIIe siècle, lorsque les œuvres composites de cette époque, considérées comme démodées, étaient vendues par morceaux. On que l'Homme de douleurs a été créé dans le cadre d'une série de petites peintures pour l'église Saint-Jean (ou Janskerk) d'Haarlem, série explorant la gamme des émotions humaines.  